# Heresiarches felix
Heresiarches felix är en stekelart som beskrevs av Heinrich 1934. Heresiarches felix ingår i släktet Heresiarches och familjen brokparasitsteklar. Inga underarter finns listade i Catalogue of Life.